# 武重千冬
武重 千冬（たけしげ ちふゆ、1926年10月16日 - 2001年3月3日）は、日本の医学者。昭和大学（現・昭和医科大学）学長を務めた。医学博士（1956年、千葉大学）。

## 来歴
長野県小諸市出身。旧制上田中学（長野県上田高等学校）を経て、昭和27年（1952年）昭和医科大学医学部卒業。同31年（1956年）母校講師、同32年（1957年）助教授。同35年（1960年）から4年間ペンシルベニア大学留学。同47年（1972年）昭和大学医学部第一生理学教室主任教授、同62年（1987年）医学部長、平成6年（1994年）学長。同11年（1999年）昭和大学医療短期大学学長を併任。
著書に「生活習慣がつくる病気」（川口毅と共著）がある。